# John Logie Baird
John Logie Baird (født 13. august 1888, død 14. juni 1946) var en skotsk ingeniør og blev den første, der opfandt et fungerende tv-system, som var i stand til at vise billeder i grå nuancer.
Han demonstrerede sit system til the Royal Institution og en journalist fra The Times den 26. januar 1926 i Soho-distriktet i London.
Den 8. februar 1928 lykkedes det ham, som den første, at overføre et fjernsynsbillede fra London til New York via et 6.000 km langt søkabel. Tilskuerne så en mand og en kvinde, der rystede på hovedet.
Dagbladet Politiken inviterede opfinderen til København i 1932 for at demonstrere den nye opfindelse, fjernsynet, i Tivoli.
Det system, som Baird havde opfundet var baseret på et mekanisk system opfundet af tyskeren Paul Nipkow, og blev starten på det tv-system vi i dag kender til.
Det elektroniske fjernsyn blev muligt, da Vladimir Zworykin i USA opfandt katodestrålerøret også kaldet ikonoskopet eller kinescope.
Det gjorde brug af et katodestrålerør, senere kaldet billedrør.